# 安倍川花火大会
安倍川花火大会（あべがわはなびたいかい）は、静岡県の安倍川沿い（葵区の安倍川橋上流、安西橋下流左岸周辺）の河川敷において毎年7月最終土曜日に行われる東海地方でも有数の花火大会である。
花火大会の開場である安倍川は、静岡県と山梨県の境を通り流域が静岡市内にあり、静岡市の市街地の西側を流れて駿河湾に注いでいる。江戸時代初頭、徳川家康によって天下普請として大規模な治水工事が行なわれ、また、防衛上の理由から橋の架設が認められなかったことから、旅人は渡し船や川渡し人足の肩車や輦台に乗って渡った。安倍川は水が綺麗なことで知られ、2008年（平成20年）には環境省から「平成の名水百選」に選定されている。

## 歴史
花火を観た家康
天文12年（1543年）、種子島にポルトガル人によって鉄砲と爆薬物とその製法も併せて伝えられた。軍事用として鉄砲、大筒、狼煙などに活用され、関ヶ原の役や天草の乱が終わった徳川泰平期には観賞花火へと移っていった。そして慶長5年（1600年）頃、細川幽斎の家臣・稲富の砲術家・伊賀守直家は、細川家を追放され徳川家康に仕えたが、その後、尾州家お預けで尾州家の砲術師範として貢献した。慶長17年（1612年）、足助八幡社に『扇的打図』という花火に関する偏額に「尾州藩稲留派先生当国住岩神村沢田四郎衛門行年78才」と記し献納されていることから、稲富直家の門人が花火技術を伝えた資料と考えられている。
花火を日本で最初に観たのは徳川家康という定説がある、『駿府政事録』には「慶長18年（1613年）8月3日、明国の商人がイギリス人を案内して駿府城に徳川家康を訪ね、家康に城の二の丸で花火を供覧した。」との記述がある。三代将軍家光も花火が好きだったそうで、諸大名も好んで納涼の催しとして花火を楽しんだ。尾張、紀州、水戸の親藩、仙台、加賀など雄藩の花火は特に人気があり、江戸市民も夕涼みを兼ね花火見物をした。
静岡大空襲
第二次世界大戦末期の1945年（昭和20年）6月19日深夜から20日未明、米軍のB-29爆撃機137機が旧静岡市（現在の静岡市葵区・駿河区）を襲った（静岡大空襲）。静岡市は焼け野原となったが、昭和20年11月、戦災復興院により「戦災都市復興計画」が策定され復興への道を歩み出し、基本方針に基づき区画整理事業や上水道事業などが開始された。また、応急簡易住宅3,293戸が建設された。
街が復興へ歩み始めた昭和20年代後半、静岡大空襲の記憶を風化させてはならないと田町学区の元静岡市議で青年団長の杉山伊三雄らから「安倍川で花火を上げよう」という声が上がった。田町に住む元青年団だった村松仁平は、二尺玉を打ち上げるための資金集めを行い、統治下だった連合国軍総司令部（GHQ）の許可を得た。
第1回開催
第1回の開催は1953年（昭和28年）8月、静岡西部発展会により、安倍川川原の安倍川橋と東海道線鉄橋の中間において「東海道花火大会」として行われた。第2回と第3回は、地元の木工業界との協力により「木工祭花火大会」として、行政中心の城内の堀に移して行われた。第4回の花火大会より安倍川花火大会となり、安倍川の河原で行われるようになった。
打ち上げ開場の安倍川の河原は大勢の市民でにぎわい、安倍川周辺では露店が連なり繁盛した。2尺玉は大きな音とともに大輪の花火が夜空を焦がした。村松は花火の打ち上げにより「街が元気付いたように思う」といった、この花火大会についての記録はないが、安倍川花火大会が始まるきっかけになった。
戦没者追悼
安倍川花火大会の日には、花火大会主催者による恒例行事として、戦没者などを追悼する慰霊祭が葵区の安倍川河川敷で執り行われる。感応寺住職の伊藤通明は半世紀以上にわたって導師を務める。伊藤は学徒出陣で佐賀県唐津で終戦を迎え、静岡大空襲で焼失した寺の再建に奔走した。第1回の花火大会を見た時「平和っていいな」としみじみと感じたことを覚えているという。
静岡市の復興が進み、1955年（昭和30年）には、感応寺の本堂は鉄筋コンクリートになり、伊藤は父に代わって戦没者慰霊祭の導師を務めるようになった。花火大会を毎年迎えるたびに、伊藤は空襲で亡くなった人たちもこの花火を見て喜んでくれているだろうかと思いを新たにしている。
日米合同慰霊祭
2015年（平成27年）6月20日、戦後70年の節目として、静岡大空襲で犠牲になった静岡市民と墜落した米軍爆撃機B-29の搭乗者23人を弔う「日米合同慰霊祭」が、葵区の賤機山に立つ慰霊碑前で執り行われた。遺族や自衛隊関係者、米軍横田基地の儀仗隊員ら約200人が出席した。駿府城公園では「静岡空襲犠牲者追悼のつどい」が開かれた。
5年ぶりの開催
2018年、2019年は台風の影響で中止され、2020年と2021年は新型コロナウイルスの感染防止対策により中止された。そして5年ぶりとなる2022年、第69回安倍川花火大会は7月23日に開催された。今回の開催に於いても、新型コロナウイルス感染拡大防止対策として、開催時間を例年の2時間から1時間に短縮し、観覧席は桟敷席を設置しない。打ち上げ場所も1カ所から4カ所に増やした。また、悪天候の場合の予備日は設けず中止とした。
東京ディズニーリゾートの開園40周年を記念したドローンショー
2023年7月22日、東京ディズニーリゾートの開園40周年を記念したドローンショーが行われた。東京ディズニーリゾートを運営するオリエンタルランドがドローンショーを行うのは、今回が初めてとなった。会場ではディズニーソングに合わせ、15分間で約700機のドローンを使い、ディズニーのキャラクターなどを描いた。しかし2025年は大雨で中止

## 打上花火と仕掛花火
打上花火
花火技術は日本は世界一といわれており、とくに打上花火の割物花火の技術が高い。
- 玉皮 - ボール紙や新聞で半球型のお椀状のものを作り、この2個を合わせて一組の球型の玉が出来る[17]。
- 星 - 玉が空中で割れ星が光り散らばる、花火の出来不出来を左右する、日本は一番得意とする部分[17]。一番外側の星から順繰りに燃えながら飛ばし色を変える、星は同心円で粒の大きさを揃える[17]。
- 割薬 - 玉を空中で割り星を飛び散らす役目から、危険を伴う作業なので熟練者だけが作業をする[17]。
- 玉詰め - 片方の玉皮の内面に親導という時限導火線を取付け、玉皮の内側に丁寧に星を並べていく[17]。並べた星の内側に和紙を敷きそこに割薬を入れ、星と割薬で玉皮一杯になったら2個の玉皮を合わせる[17]。玉皮の外側を叩き馴染ませ、玉皮の合わせ目に丈夫なバンド状の紙で糊付け、玉皮が割れないようにする[17]。玉貼り - 玉皮の表面にクラフト紙を貼る、球型の全ての面が均一の強度になるように仕上げる[17]。玉を日陰干しにして乾燥途中でゴロをかける、ゴロとはクラフト紙を密着させるためで完全に乾燥させる[17]。

仕掛花火
代表的なのは枠仕掛で、丸太で組んだ櫓に絵形や文字などを浮だたせる。
- ランス - 鉛筆くらいの太さで長さ10cmの紙筒で、中に紅、緑、黄、青などの和剤を詰める[18]。ランスの片端に速燃性の導火線を付け、各ランスを連結する[18]。ランスは約10cm間隔で割竹や細い木の板に塗り付ける[18]。
- 木枠 - 障子のような2m四方の木枠に、ランスを塗り付けた割竹や細い木の板を釘で打付ける[18]。
- 仕掛花火現場の櫓に、木枠をデザイン通り取付、各枠を一本の速燃導火線で連結する[18]。導火線に点火すると、各枠の導火線が燃え、各ランスに点火して絵や文字が浮かび上がる[18]。ランスは約1分燃え消える、消える間際に打上花火を上げ、見物客の視線を上空に向ける[18]。仕掛に点火する前に雨が降ったら、仕掛け花火は全て点火しなくなる[18]。

電気点火
昭和60年（1985年）に打上花火の点火方法が変わった、それまでは花火師が火種を持ち直接点火していたが、鍵屋が「電気点火器」を開発し、秒単位で細かな遠隔操作による着火が行われるようになった。着火のタイミングや花火の色、形、種類、位置取りなどの組み合わせが、テーマに合わせた演出が可能になった。花火師がコンピュータにプログラムし打上げる方法もあるが、ただし、鍵屋ではいまだに着火するタイミングをボタン式に拘り、花火師が状況を読み取り「絶妙な間」で花火を打上げている。

## 主な開催記録
- 第1回 - 昭和28年（1953年）8月20日、「東海道花火大会」静岡西部発展会により安倍川橋と東海道線鉄橋間の安倍川川原で開催[20]。
- 第2・3回 - 「木工祭花火大会」木工業界の協力により駿府城内の堀で開催[20]。
- 第4回 - 「安倍川花火大会」新通学区の協力により安倍川の河原で開催、大落雷に遭い中止[20]。
- 第5回 - 昭和33年（1958年）7月20日、5学区の協力体制により安倍川の河原で花火師は田畑煙火株式会社[21]（浜松市）、株式会社イケブン[22]（藤枝市）の2店、観客数5万人[20]。
- 第6回 - 薄暮花火「けむり」が始められ、初めて2尺玉打ち上げ[20]。
- 第7回 - スポンサー数も増え、仕掛け花火も13基、スターマイン提供29発打ち上げた[20]。
- 第9回 - 安心堂から「真冬の夜の夢」の大仕掛花火の提供[20]。
- 第10回 - 花火師は田畑煙火株式会社、株式会社イケブン、株式会社光屋窪田煙火工場[23]（静岡市）、株式会社煙火工場神戸[24]（島田市）の4店[20]。
- 第12回 - 開催日を7月末土曜日に変更[20]。
- 第13回 - 浜田産業がカッパ音頭を作り花火の合間に踊った[20]。
- 第14回 - 静岡市がアメリカのオマハ市と姉妹関係、留学生が浴衣がけ日本スタイルで観賞[20]。
- 第18回 - 桟敷席がタタミ表を利用[20]。
- 第20回 - 記念大会、仕掛け花火・スターマイン30発、尺玉24発、7・8寸70発打ち上げ、観客数35万人[20]。
- 第21回 - 7月の七夕豪雨の直撃を受け、1ヶ月遅らせて8月24日開催[20]。
- 第25回 - 記念大会、総会に規約案が提出され部分改正、現在の大会運営となっている[20]。
- 第26回 - 静商裏のスポーツ広場を観客席として拡大、安心堂を含め8スポンサーが利用[20]。
- 第27回 - ハッピを作り着用するようになった[20]。
- 第30回 - 静岡第一テレビの協賛、前夜祭の盆踊りを演出、テレビで放送[20]。
- 第32回 - 特別招待席を廃止、全席を一般観客席とした[20]。
- 第34回 - 静岡商工会議所青年部協賛、安倍川蓮台越競争6チーム参加[20]。
- 第35回 - 昭和63年（1988年）10月、記念大会、カラー写真の大型ポスターを作り、7,000発と尺玉20連発打ち上げ[20]。
- 第38回 - 高校総体に合わせ1週間遅らせ8月3日開催、30数年ぶりの2尺玉打ち上げ[20]。
- 第50回 - 平成15年（2003年）記念大会[20]。
- 第52回 - 平成17年（2005年）政令指定都市「静岡」誕生を祝う記念大会、観客数50万人[20]。
- 第65・66回 - 平成30年（2018年）、令和元年（2019年）台風の影響で中止された[9]。
- 第67・68回 - 令和2年（2020年）、令和3年（2021年）新型コロナウイルスの感染防止対策により中止された[9]。
- 第69回 - 令和4年（2022年）新型コロナウイルス感染拡大防止対策を行い5年ぶりの開催[9]。大会本部によると約35万人の来場があった[2]。
- 第70回 - 令和5年（2023年）7月22日午後7時50分〜午後9時、荒天の場合中止、1万5000発[1][12][14][15]。

## 開催内容
- 打ち上げ場所 - 静岡県静岡市葵区田町七地先 安倍川橋上流（左岸）安西橋下流左岸周辺河川敷1カ所（2022年は4カ所（新型コロナウイルス感染拡大防止対策[9]））
- 打ち上げ時間 - 午後7時30分〜午後9時（2022年は午後7時30分〜午後8時30分（新型コロナウイルス感染拡大防止対策[9][10]））
- 荒天時 - 例年は予備日を設ける（2023年は予備日を設けず中止[9][10]）
- 緊急時 - 安倍川花火大会本部[25]
- 慰霊法要 - 安倍川花火大会本部 午後2時開始
- 駐車場 - 無し

## 主催・後援・協力
- 主催 - 安倍川花火大会本部[6]
- 後援 - 公益財団法人するが企画観光局、静岡商工会議所、NHK静岡放送局、株式会社静岡新聞社、静岡放送株式会社、株式会社テレビ静岡、株式会社静岡朝日テレビ、株式会社静岡第一テレビ、76.9FM.hi[26][6]
- 協力支援 - 静岡市 [6]

## 会場アクセス
会場マップ
- 第70回安倍川花火大会 会場詳細[27]

最寄駅
- 東海道本線静岡駅（JR東海） - 徒歩ルート約40分（呉服町通り、七間町通り、駒形通り 約2.8km）[28]
- 静鉄新静岡駅 - 徒歩ルート約40分（北街道、呉服町通り、七間町通り、駒形通り 約2.8km）[28]

交通規制
- 交通規制案内図 - 安倍川花火大会本部、静岡中央警察署、静岡南警察署、静鉄バスコールセンター[29]

## エピソード
- 2015年、先の大戦から70年が経過するが、空襲の記憶と結びつけて安倍川の花火大会を見る人の数は確実に減ってきていると産経新聞は報じた[5]。
- 2015年7月25日、徳川家康公顕彰400年を記念した大スターマインや、色とりどりの仕掛け花火など約1万5千発が打ち上がった[7]。
- 安倍川花火大会は、質と量ともに静岡ではトップクラスの規模を誇る県内でも人気のある大会である[5]。